# Ford Windsor
Ford Small block är en typ av små V8-motorer tillverkade av Ford Motor Corporation. Dessa har tillverkats i olika utföranden med slagvolymer på bland annat 289 och 302 kubiktum.
289-motorn tillverkades från 1963 till 1968. Den monterades bland annat i Ford Mustang.
302-motorn ersatte 289:an inför årsmodell 1968. Den tillverkas fortfarande, men fabriksmonteras inte längre i nya bilar.